# Musée de l'aventure industrielle
Installé dans une partie de l’ancienne usine de fruits confits Marliagues, le Musée d'Apt présente l’histoire récente, industrielle et humaine, du Pays d’Apt depuis le XVIIIe siècle jusqu’à nos jours. Il conserve la mémoire du travail des hommes et des femmes de la région.

## Historique
Créé en 2003, le musée de l'Aventure industrielle d'Apt - renommé Musée d'Apt depuis 2018 - est installé dans une ancienne usine du confiseur aptésien Marliagues, en plein centre ville.

## Collections
Les collections évoquent la transformation des trois principales ressources naturelles de la région : l’ocre, pour la fabrication des pigments de couleur, l’argile, pour la réalisation des faïences fines et des céramiques architecturales, et les cultures fruitières, pour la production des fruits confits.

### L'ocre
Du matériel et la reproduction de l'affinage de l'ocre sont présentés, ainsi que des panneaux expliquant la production, de l'extraction, à la commercialisation. Le parcours de visite permet de découvrir les techniques d’extraction, de raffinage, et d’emballage de l’ocre, ainsi que l’histoire des ocriers du pays d’Apt.

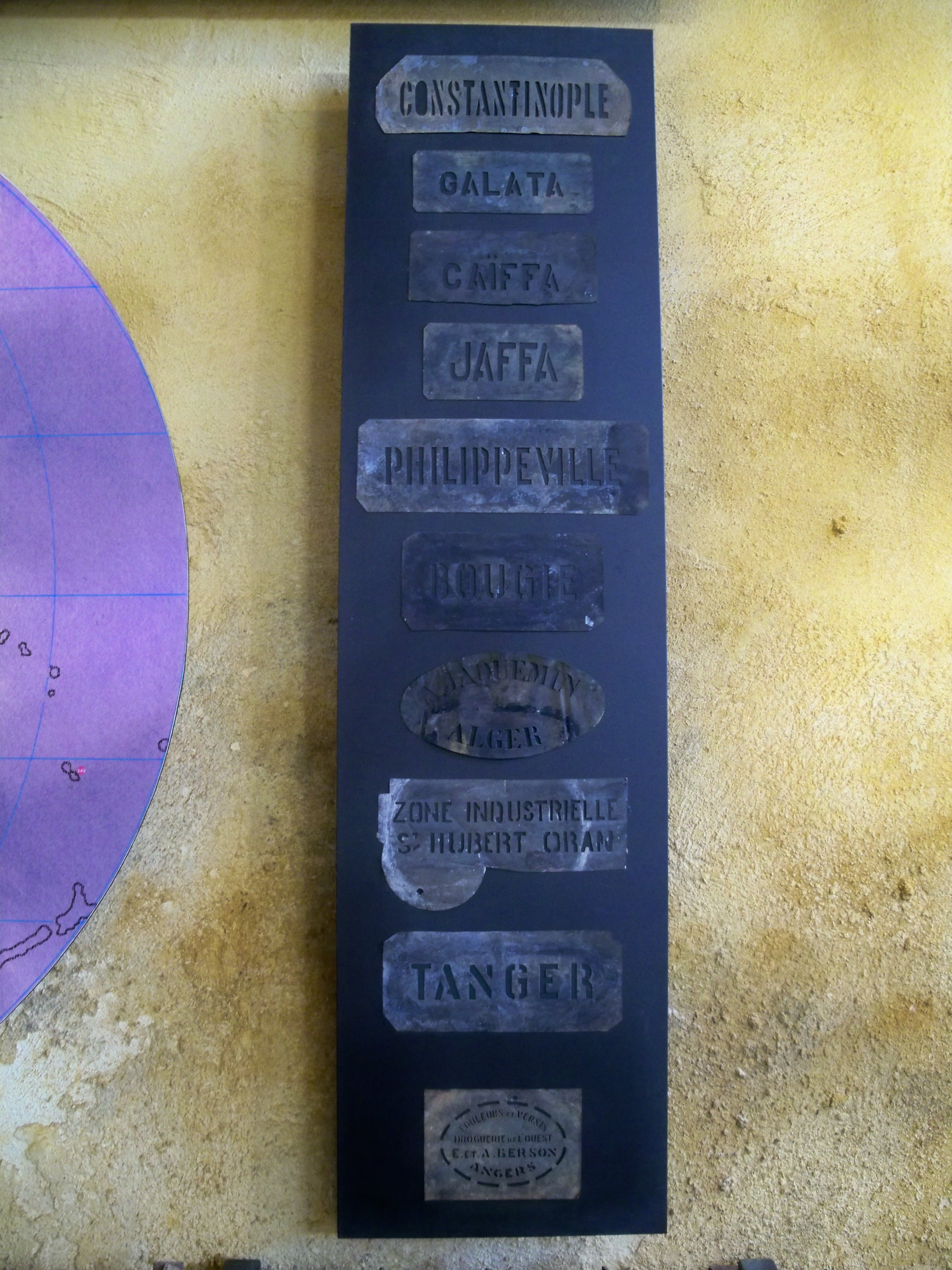
Calibres pour marquer les sacs, à l'expédition.
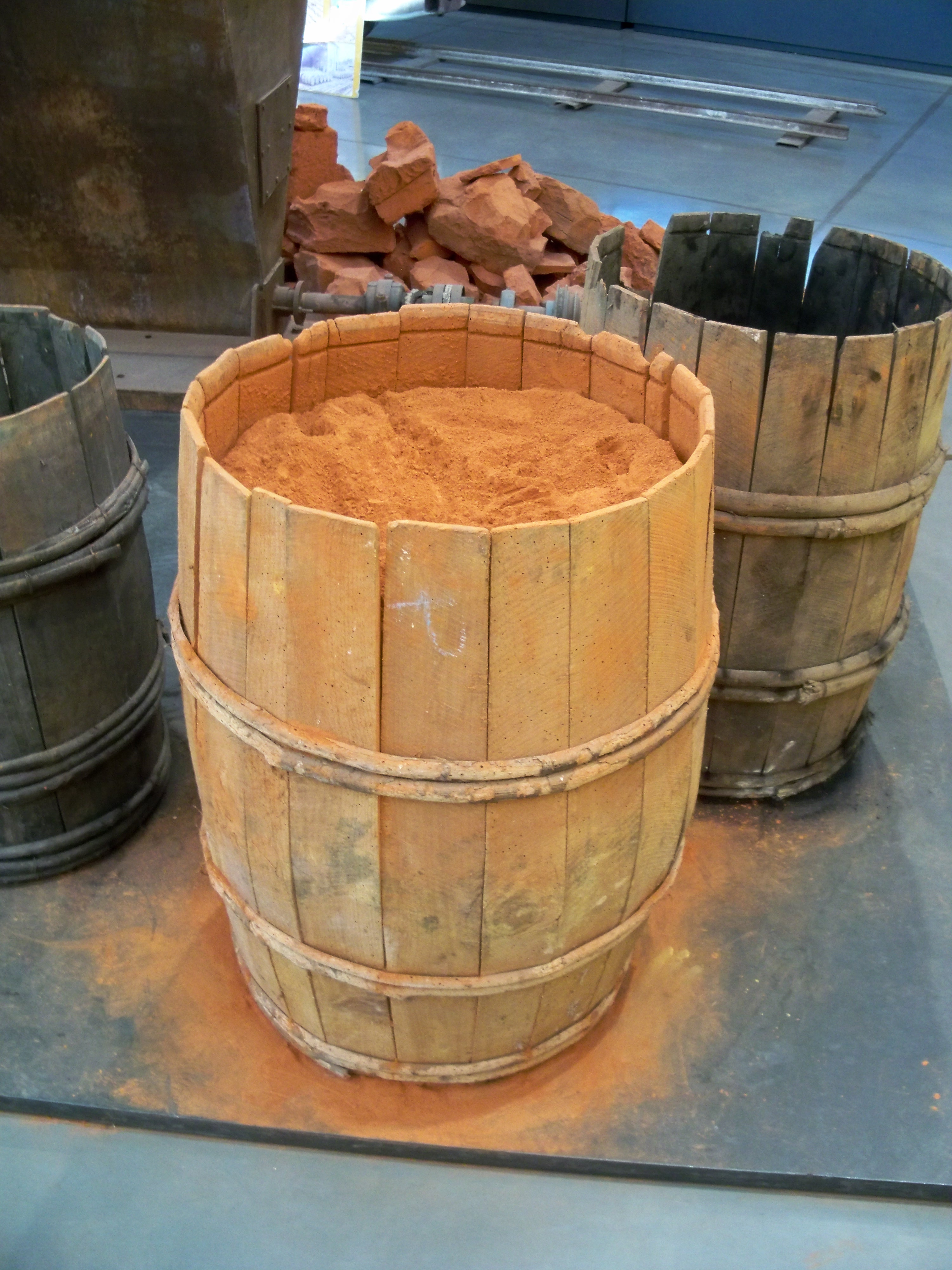
Tonneau d'ocre.
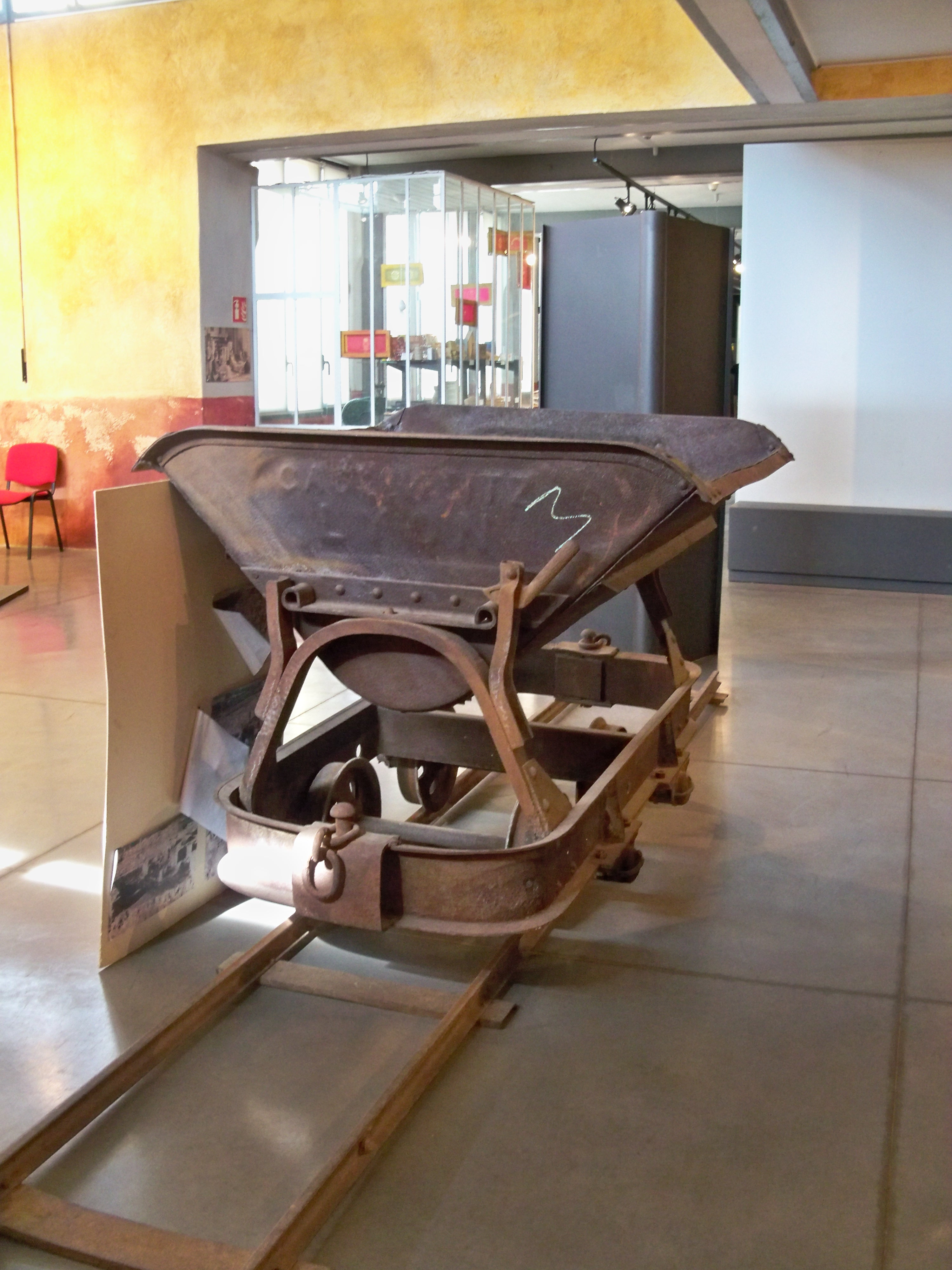
Wagonnet de transport.

Durant deux siècles, les ocriers du pays d'Apt ont extrait et raffiné ce pigment argileux pour en faire des gammes de couleurs expédiées vers tous les continents. Le gisement d'ocre du Pays d'Apt s'étend sur une bande de territoire de 25 km d'ouest en est, entre les villages de Roussillon et de Gignac.

### La faïence
Le musée expose une collection de 250 objets du quotidien, en faïence fine d'Apt et de Castellet, sur trois époques distinctes : les débuts au XVIIe siècle, le XIXe siècle et la fin du XXe siècle. Il conserve également des objets architecturaux (tuiles, briques et carrelages), en faïence. Une scène reconstitue l'atelier du potier Léon Sagy. Le collection permet de retracer l’évolution des techniques des faïenciers aptésiens, du XVIIIe siècle à nos jours.

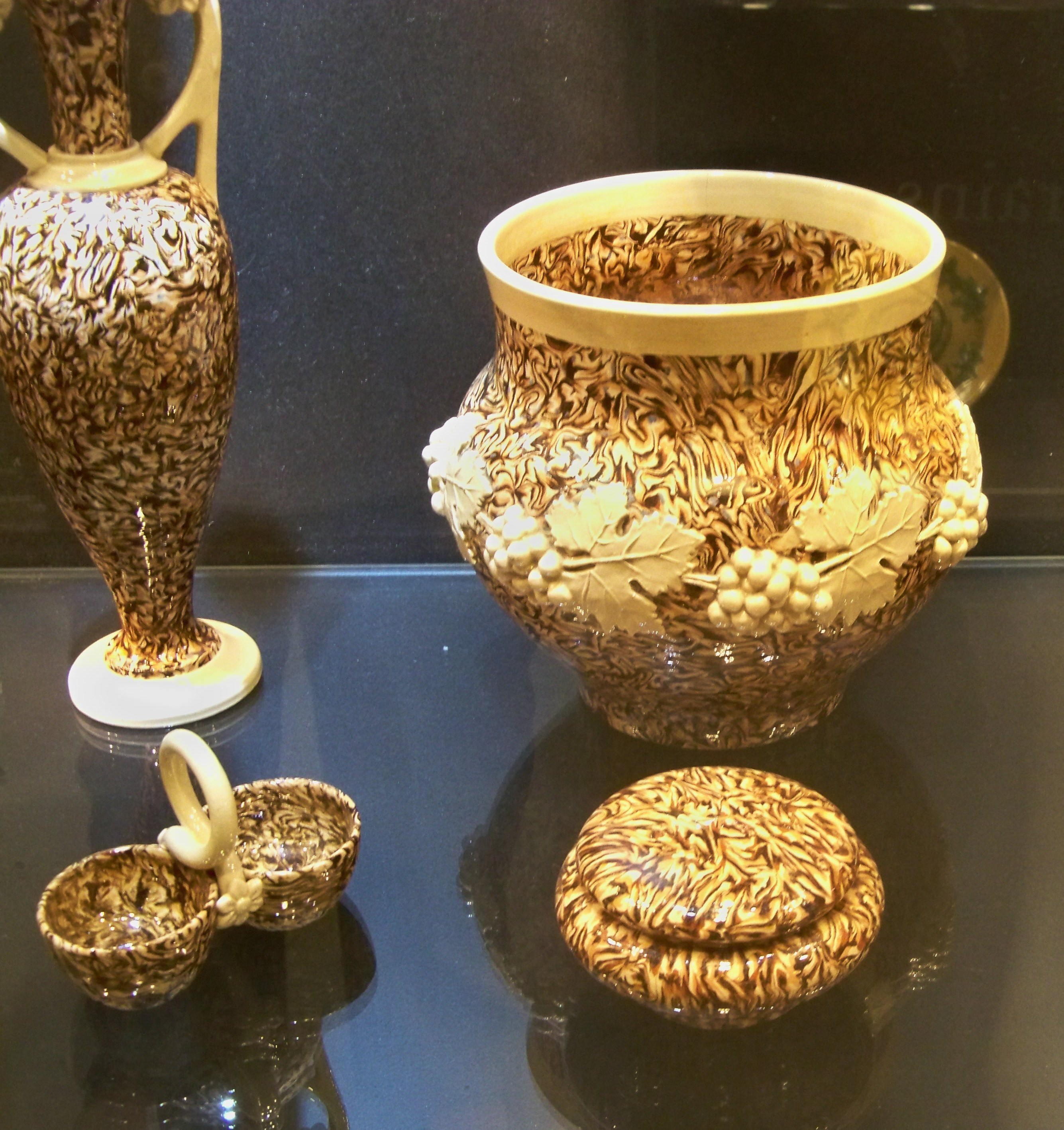
Faïence d'Apt flammée.
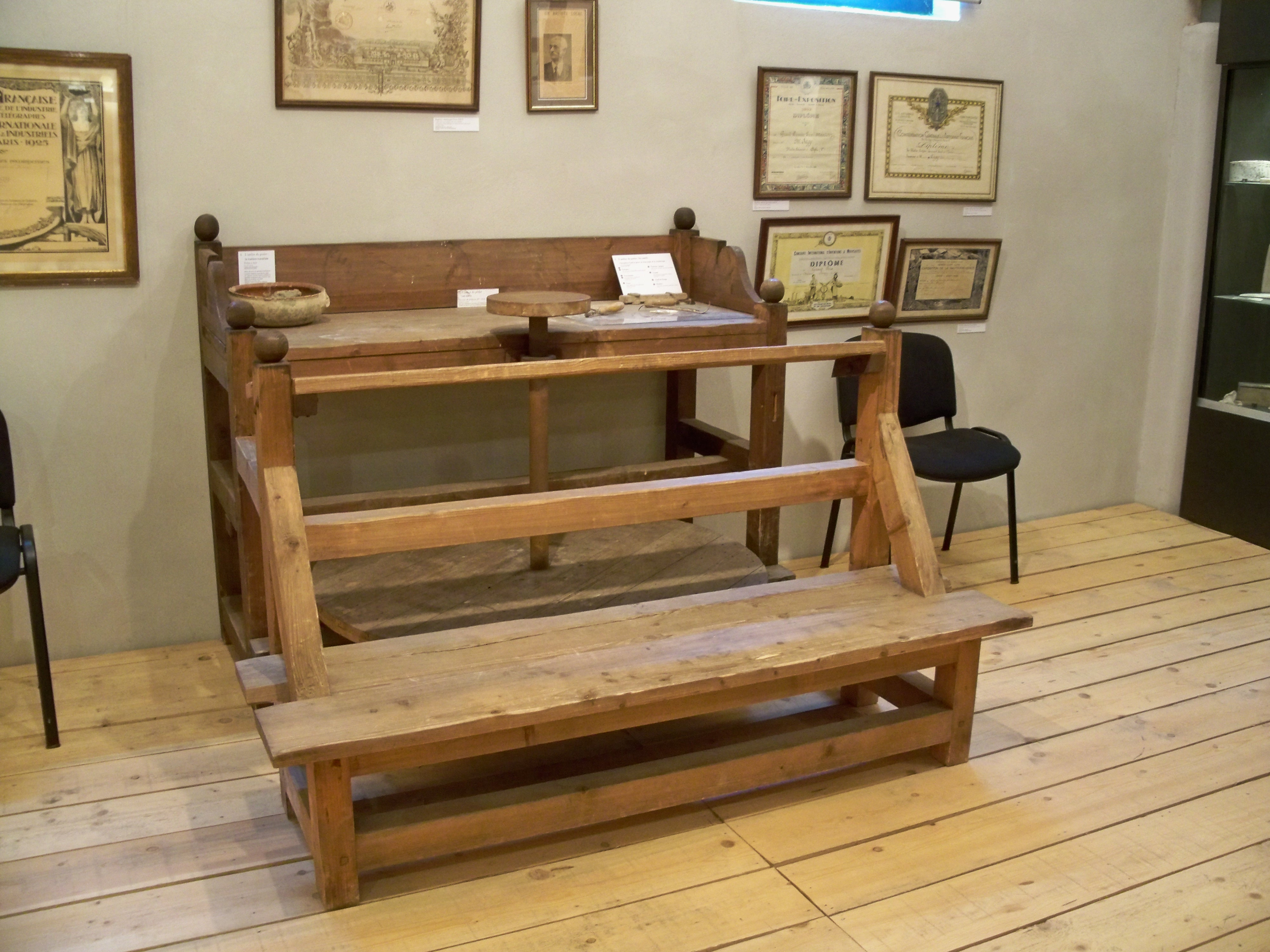
Présentation de l'atelier de Léon Sagy.
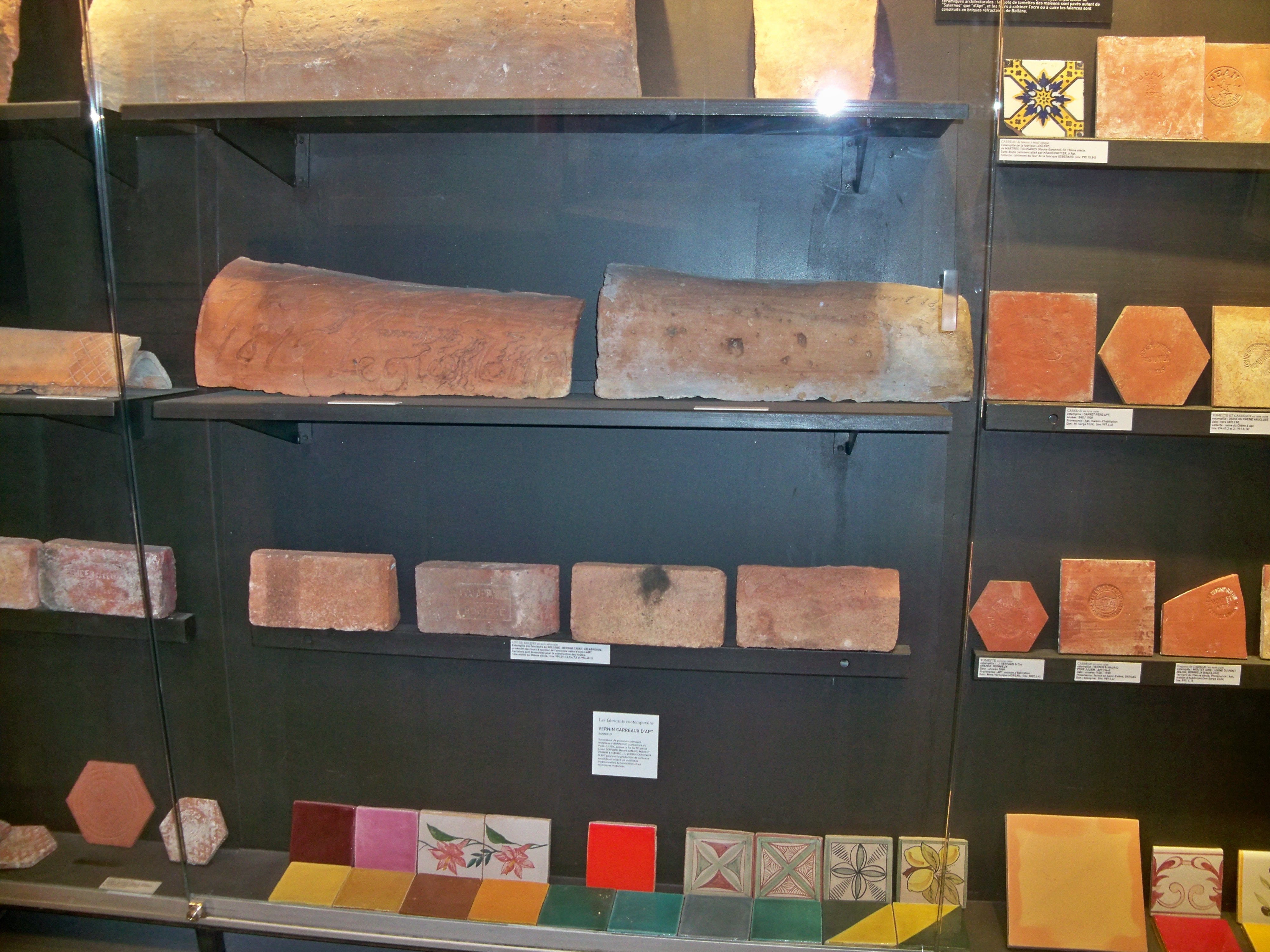
Faïences architecturales.

La faïence fine d’Apt se distingue essentiellement des autres catégories de faïences par un émail transparent, semblable à du verre, fait de silice et d'oxyde de plomb. Cet émail laisse voir la texture de la terre cuite, et sa couleur.

### Les fruits confits
En plus de la présentation du matériel servant à la préparation et la confection des fruits confits, le musée expose une série d'étiquettes de confiseurs.

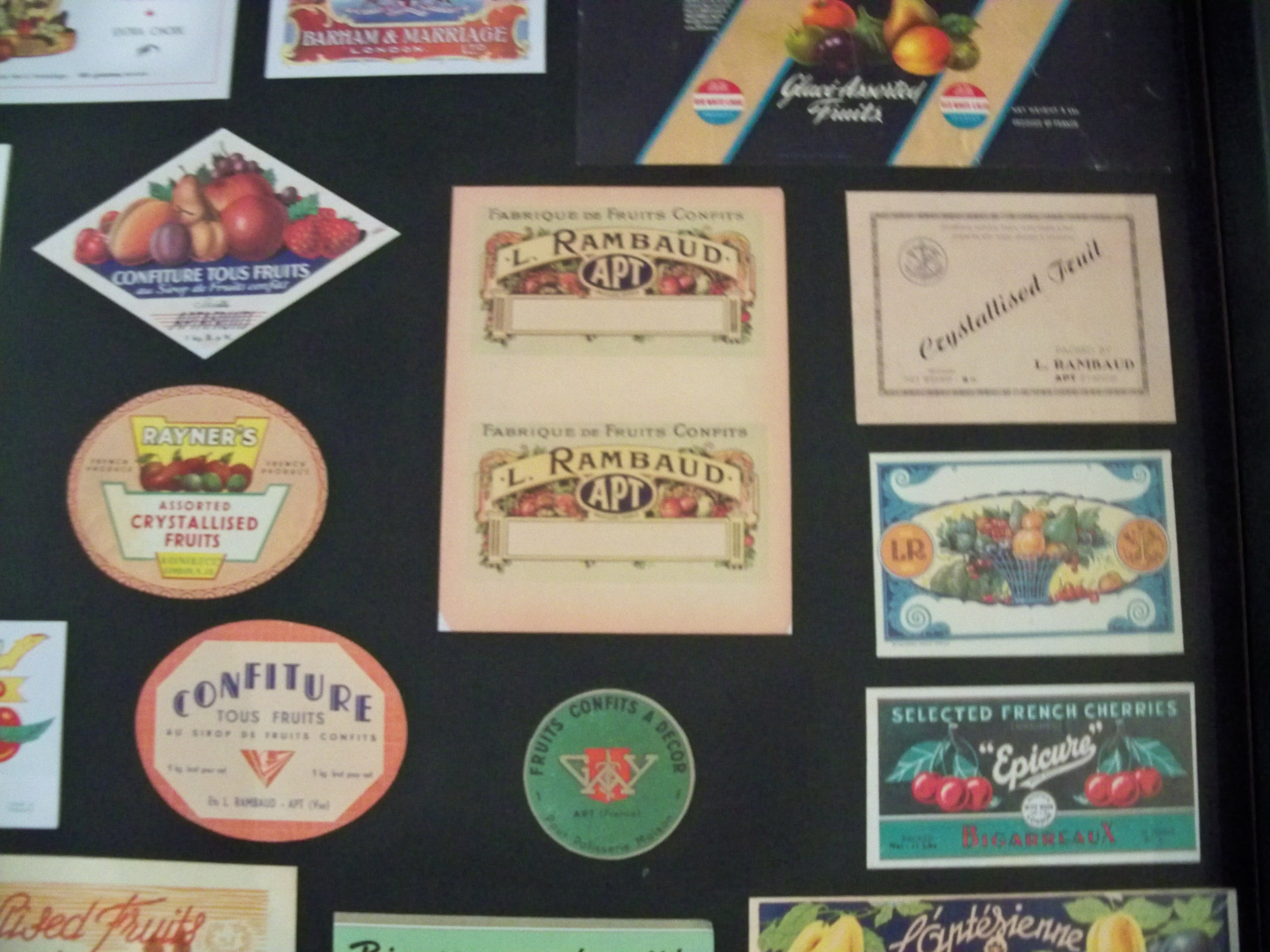
Étiquettes de confiseurs.
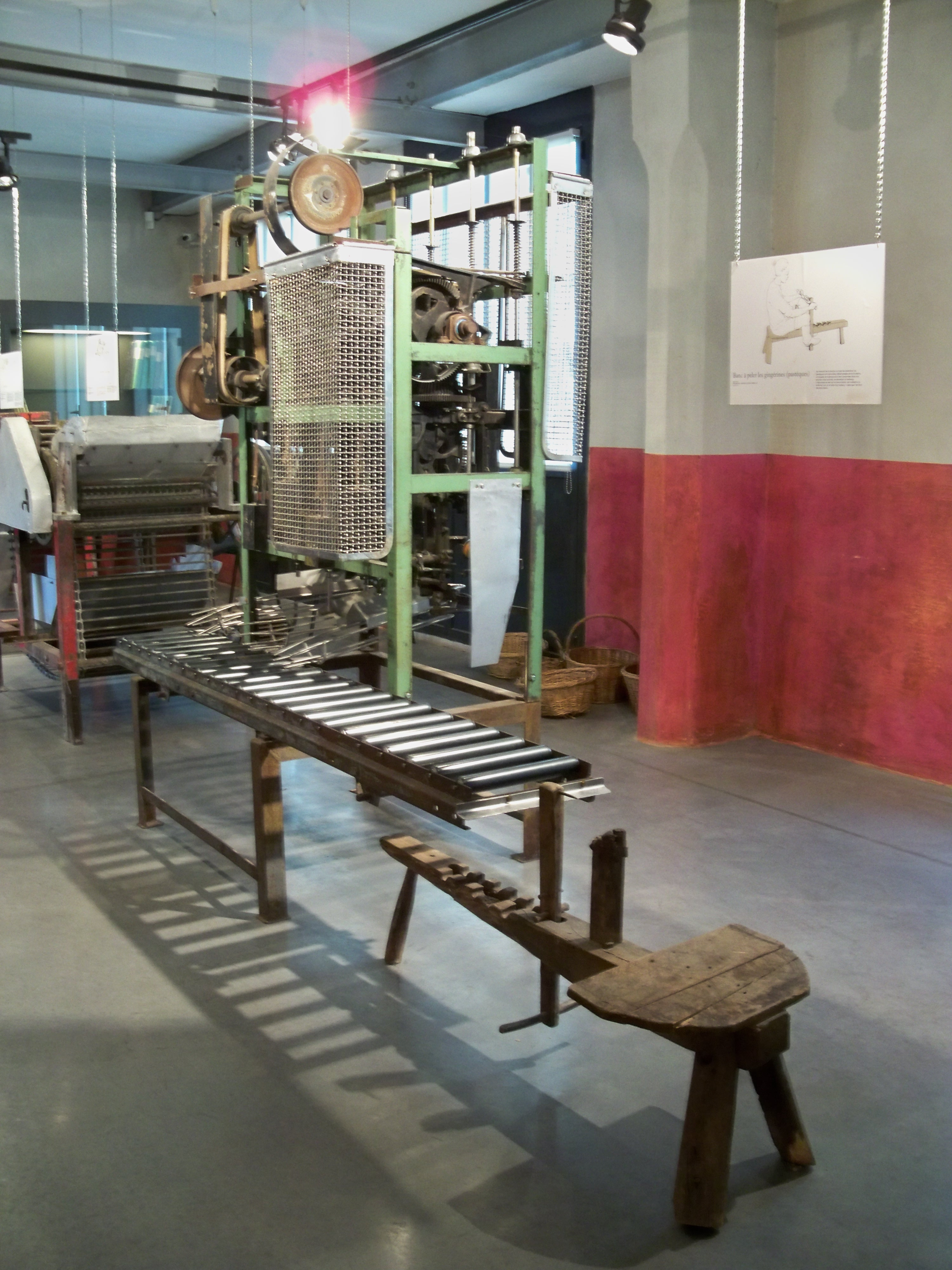
Banc à peler les pastèques.
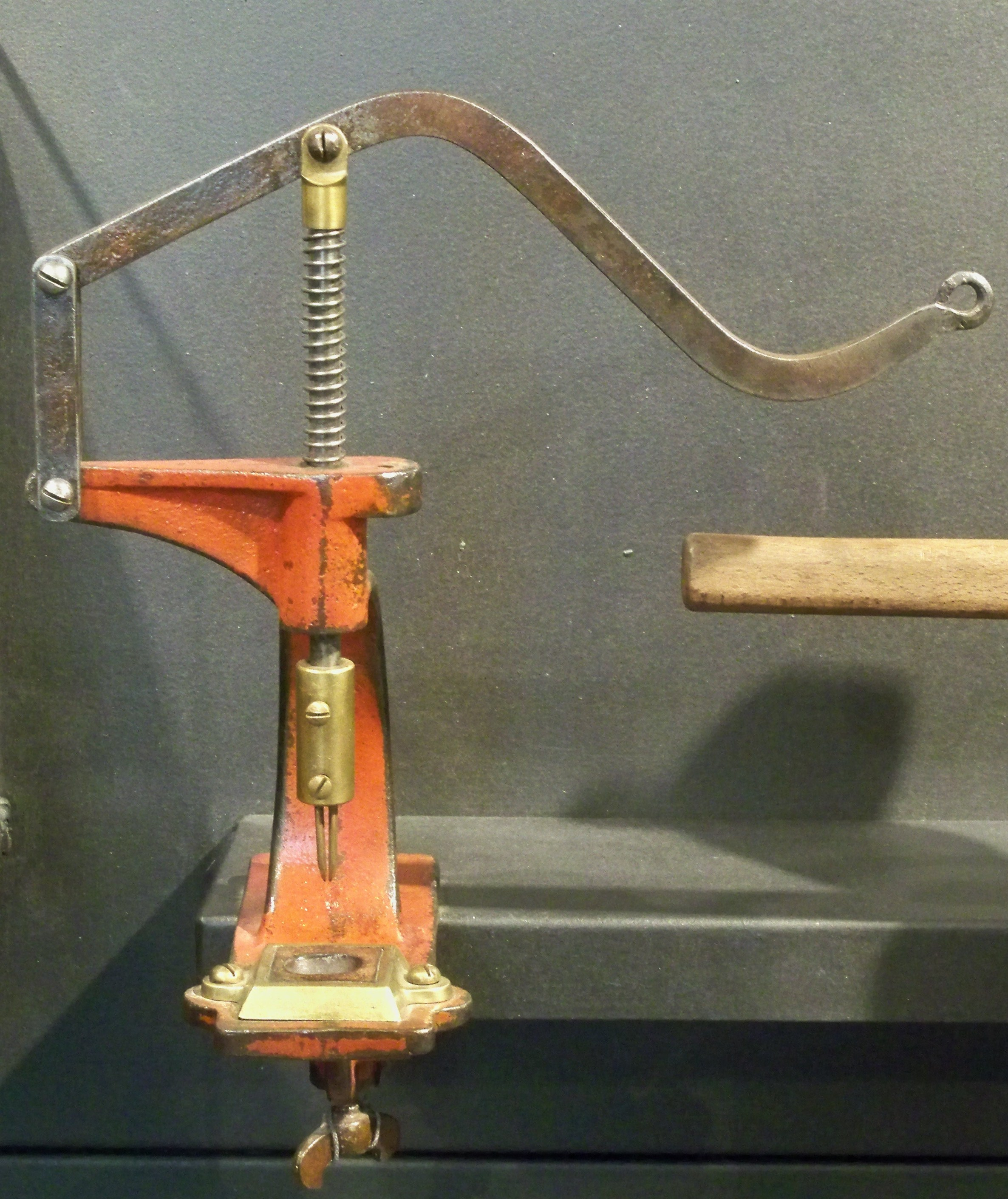
Dénoyauteur manuel.
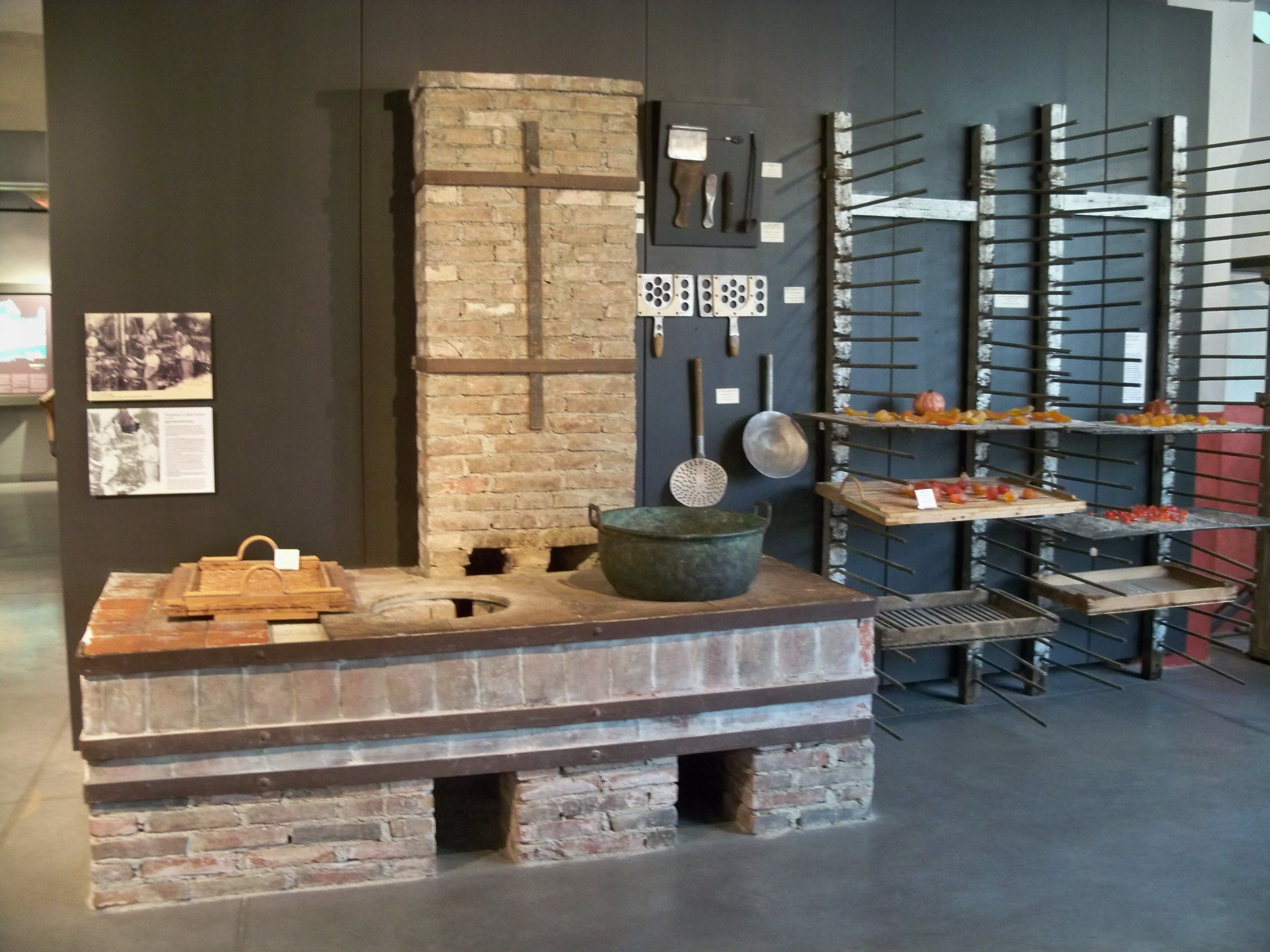
Fourneau de confiseur.

Depuis un siècle et demi les confiseurs aptésiens inventent et innovent dans les techniques de la conservation, du traitement du fruit, du confisage. Outils, machines, et documents d’archives présentés dans le musée permettent de témoigner de l’histoire de ces industries et des techniques utilisées hier et aujourd’hui.

## Activités et services aux publics
• Visites guidées tout public et visites en familles
• Ateliers durant les vacances scolaires
• Visites et ateliers pour groupes scolaires
• Conférences
• Expositions temporaires
• Espace librairie-boutique